# Mr. & Mrs. Smith (film 2005)
Mr. & Mrs. Smith è un film del 2005 diretto da Doug Liman, con protagonisti Brad Pitt e Angelina Jolie.
Il film, uscito in Italia il 2 dicembre 2005, fonde azione e sentimenti, per dar vita a un'avventurosa commedia sentimentale, che vede Brad Pitt e Angelina Jolie nei panni di John e Jane Smith, una coppia di killer a pagamento. Il film è divenuto famoso per aver fatto conoscere ed innamorare nella vita reale i due attori.

## Trama
John e Jane Smith sono sposati da "cinque o sei anni". Il film si apre con una seduta dei coniugi presso lo studio di un consulente matrimoniale, mai inquadrato nel film. Alcune domande di rito e parte il flashback sul loro primo incontro, in Colombia: sei settimane dopo i due decideranno di sposarsi. E torniamo al presente. Schegge di vita quotidiana e uno scanzonato Benjamin Danz viene incaricato da un enigmatico personaggio di una misteriosa missione. Intanto emerge che John e Jane Smith sono in realtà due killer professionisti, dipendenti da due differenti compagnie. 	
Entrambi ignorano la doppia vita condotta dal coniuge, finché non vengono separatamente incaricati di impedire il trasferimento di un detenuto, lo stesso Benjamin Danz. A quel punto i due entrano in contatto, si identificano a vicenda e vengono dunque incaricati dalle rispettive agenzie di eliminarsi l'un l'altro. 	
I due ingaggiano una lotta all'ultimo sangue, determinati a portare a termine le rispettive missioni, ma non troppo convinti di volerlo fare. Solo dopo un estenuante corpo a corpo nella casa che avevano condiviso, i due si rendono conto di non riuscire a uccidersi. L'esperienza che stanno vivendo rinsalda le basi del loro matrimonio, ma devasta la loro carriera professionale: le missioni sono fallite e i due devono ora fronteggiare i sicari di entrambe le agenzie per cui lavoravano. Un'impresa disperata, che li spinge a tentare il tutto per tutto: portare a termine quella missione su cui si erano scontrati, sperando così nella clemenza dei rispettivi datori di lavoro. 	
Recuperato fortunosamente il giovane Benjamin Danz, John e Jane scoprono che il ragazzo altri non era che un'esca: sotto interrogatorio Danz confessa che le due agenzie, venute a conoscenza della convivenza di due loro affiliati, avevano agito congiuntamente per farli incontrare, contando sul fatto che si sarebbero così uccisi a vicenda. A quel punto i due si rendono conto di aver commesso un grave errore: i movimenti del ragazzo sono ovviamente tracciati e loro si ritrovano in gabbia. I due riusciranno a spuntarla, uscendo incolumi da una lunga serie di conflitti a fuoco, al termine dei quali si troveranno di nuovo al punto di partenza, il consulente matrimoniale; questa volta per prendere atto della ripresa del loro matrimonio e siglare così il lieto fine della vicenda.

## Produzione

### Sceneggiatura
Simon Kinberg scrisse la sceneggiatura come tesi per il suo Master in Belle Arti. Quando lo presentò allo sceneggiatore premio oscar Akiva Goldsman, questi ne divenne produttore e si impegnò nella sua distribuzione in diversi studios. In ultimo fu la Summit, specializzata in vendite estere di pellicole, ad acquistarne i diritti, seguita dalla New Regency. La pre-produzione del film è iniziata proprio mentre Kinberg stava per laurearsi, ma durante la produzione la sua sceneggiatura ha subito notevoli cambiamenti, così nonostante sia ufficialmente attribuita a lui, in realtà hanno contribuito alla stesura finale molti altri autori, fra cui Jez Butterworth, Carrie Fisher, lo stesso Akiva Goldsman, Ted Griffin, Kieran Mulroney, Michele Mulroney e Terence Winter.

### Cast
Il film è entrato in pre-produzione nel 2003 e i ruoli di Jane e John Smith erano stati inizialmente affidati a Nicole Kidman e Brad Pitt. Tuttavia, prima dell'inizio delle riprese, la Kidman ha dovuto rinunciare per impegni concomitanti e lo stesso Brad Pitt aveva momentaneamente abbandonato il progetto.
In questa fase, Johnny Depp e Will Smith sono stati presi in considerazione per il ruolo di John Smith, Catherine Zeta-Jones, Cate Blanchett, Gwen Stefani e Aishwarya Rai per il ruolo della moglie Jane. Alla fine la scelta è caduta su Angelina Jolie e a quel punto lo stesso Brad Pitt è rientrato a fare parte del progetto.
In fase di produzione sarà di nuovo Brad Pitt ad abbandonare nuovamente il film, ma solo per i tre mesi necessari a recitare sul set di Ocean's Twelve.

## Colonna sonora
- Mondo Bongo - Joe Strummer e The Mescaleros
- Beautiful People - Peplab
- Thrillseeker (Intro) - Puretone
- Por una cabeza - Carlos Gardel
- Express Yourself (Mocean Worker Remix) - Charles Wright & The Watts 103rd Street Rhythm Band
- Nothin' but a Good Time - Poison
- Tainted Love - Soft Cell
- The Worst Day Since Yesterday - Flogging Molly
- Lay Lady Lay - Magnet (scritta da Bob Dylan)
- (Who Discovered) America? - Ozomatli
- Baby Baby - Amy Grant {scena del bambino, durante la festa dai vicini}
- Making Love Out of Nothing at All - Air Supply {inseguimento e sparatoria in autostrada}
- Used to Love Her (But I Had to Kill Her) - Voodoo Glow Skulls (scritta dai Guns N' Roses)
- Assassin's Tango - John Powell {scena del ballo}
- Oxidados - Plastilina Mosh {incontro a Bogota}
- The Girl From Ipanema - Antônio Carlos Jobim, Vinícius de Moraes

## Distribuzione
Il film è uscito il 10 giugno 2005 negli Stati Uniti e il 2 dicembre in Italia.

### Incassi
Per la realizzazione del film sono stati spesi circa 110.000.000 dollari, incassandone 478.207.520.

### Versione italiana
La direzione del doppiaggio e i dialoghi italiani sono a cura di Tonino Accolla per conto della C.V.D. La sonorizzazione, invece, venne affidata alla SEFIT-CDC di Via Margutta.

## Edizioni home video
La versione in singolo DVD del film contiene un'intervista in cui il regista afferma di non aver potuto usare la violenza e il sesso che aveva previsto per il film, per poter rientrare nel PG-13 rating della MPAA. Le scene rimosse sono state incluse in un doppio DVD, contenente la versione unrated del film e distribuito dal 6 giugno 2006.
Nella versione non censurata del film:
- non sono presenti né la scena in cui Benjamin Danz riceve la sua missione da Papino, né quella in cui Eddie riceve i due messaggi con le taglie su John e Jane.
- la scena in cui i coniugi Smith si preparano per il party dai vicini è sostituita da una molto più breve in cui entrambi camminano verso la casa dei vicini e Jane accusa John di andare a bere mentre lei è al lavoro.
- è presente una scena in cui John rompe intenzionalmente un piatto.
- la scena del ballo è estesa con movimenti sensuali.
- dopo lo scontro che devasta casa Smith viene fatta intendere una scena di sesso e un cunnilingio.
- nella scena in cui John e Jane, prima di recuperare Danz, confrontano i rispettivi "record professionali", John aggiunge il commento "are you counting innocent bystanders?" (ovvero, "stai contando gli spettatori innocenti?"), privando la conversazione dei doppisensi di cui resta ricca nella versione cinematografica.

## Riconoscimenti
- 2005 - Teen Choice Awards: miglior attrice per la categoria Azione/Avventura/Thriller (Angelina Jolie).
- 2005 - Teen Choice Awards: miglior mentitrice (Angelina Jolie).
- 2005 - Teen Choice Awards: film più rumoroso.
- 2006 - ASCAP Award: miglior risultato al botteghino.
- 2006 - MTV Movie Awards: miglior combattimento.

## Remake
Nel 2009 è stato distribuito in Corea del Sud Chilgeup gongmuwon, film liberamente ispirato a Mr. & Mrs. Smith e di cui costituisce un rifacimento.
Negli Stati Uniti, la ABC cercò di promuovere la nascita di una serie TV ispirata a Mr. e Mrs. Smith. Simon Kinberg e Doug Liman decisero di partecipare, mentre Brad Pitt e Angelina Jolie non vollero prendere parte al progetto per il piccolo schermo. Furono effettuate solo le riprese dell'episodio pilota, nel quale a vestire i panni di John e Jane Smith furono rispettivamente Martin Henderson e Jordana Brewster.
Nel 2024 esce in esclusiva su Prime Video una serie TV reboot dal titolo omonimo con protagonisti Donald Glover e Maya Erskine.